# Gottfried Reimann-Hunziker

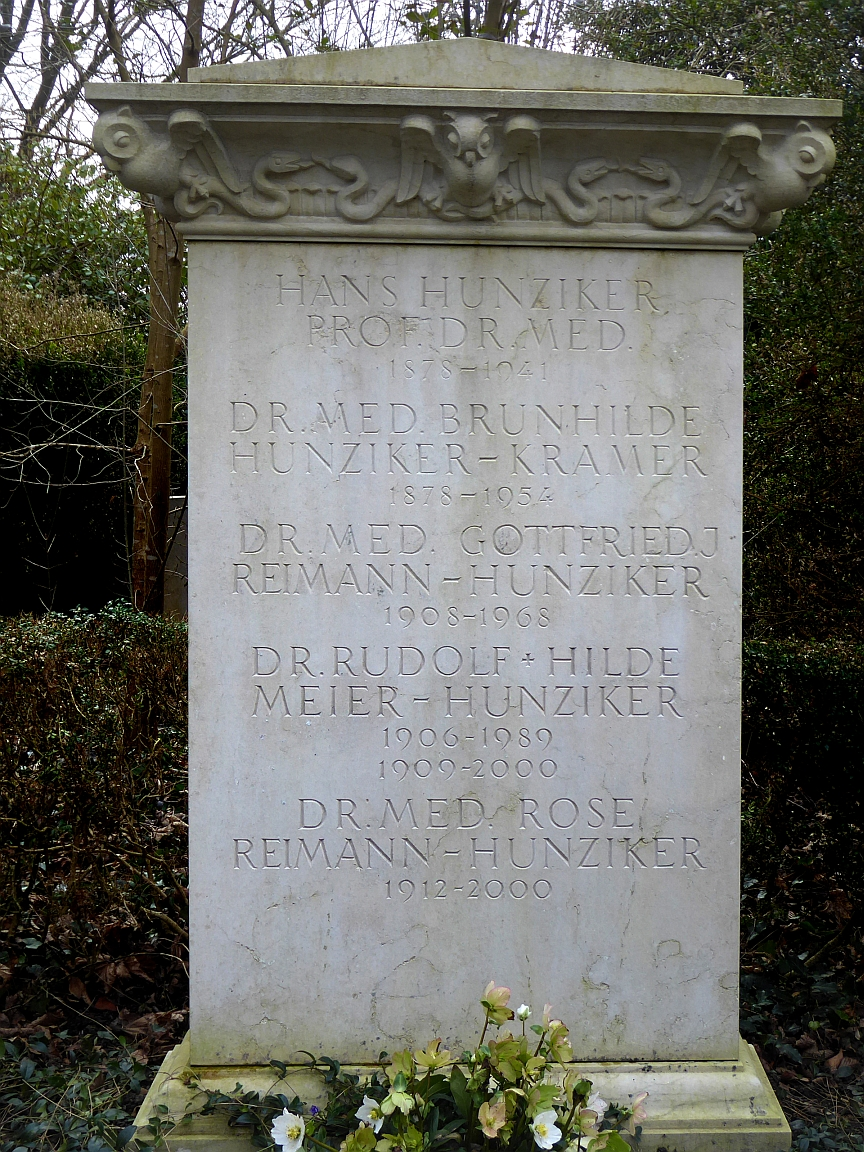
Familiengrab auf dem Friedhof am Hörnli, Riehen, Basel-Stadt

Gottfried J. Reimann-Hunziker (* 8. Juli 1908 in Winterthur; † 9. Oktober 1968 in Basel; heimatberechtigt in Winterthur und Basel) war ein Schweizer Chirurg und Urologe.
Reimann-Hunziker besuchte das Realgymnasium in Bern und die Universitäten Bern und München. 1935 bestand er das medizinische Staatsexamen, erhielt den Dr. med.–Titel und arbeitete danach als Assistent am pathologischen Institut der Universität München, am Kreisspital von Rüti ZH, am Kantonsspital Münsterlingen und an der Chirurgischen Universitätsklinik Basel, und war Oberarzt der Chirurgischen Klinik Basel. Er absolvierte eine urologische Spezialausbildung unter anderem am Hôpital Cochin in Paris. Ab 1949 leitete er eine Spezialpraxis in Basel für Chirurgie und Urologie. Frühestens bis 1952 arbeitete er als Chirurg im Krankenhaus Bethesda, am Merian–Iselin–Spital und an der Privatklinik Sonnenrain in Basel. Frühestens bis 1952 war Reimann-Hunziker Mitglied: der Aufsichtskommission für das Blutspendezentrum Basel–Stadt des Schweizerischen Roten Kreuzes; der Schweizerischen Gesellschaft für Chirurgie und Urologie; der Schweizer Naturforschenden Gesellschaft; und der Radikaldemokratischen Partei der Schweiz. Frühestens bis 1952 war er zudem Hauptmann der Sanität und verfasste „25 wissenschaftliche Arbeiten aus dem Gebiet der Chirurgie u[nd] Urologie.“
Später wurde Reimann-Hunziker Chefarzt der Adullam-Stiftung in Basel.